# Королева на сім днів
Королева на сім днів (кор. 7일의 왕비) — південнокорейський історичний серіал що транслювався щосереди та щочетверга з 31 травня по 3 серпня 2017 року на телеканалі KBS2.

## Сюжет
Батько Сін Че Кьон, впливовий міністр при дворі деспотичного короля Йонсан-гуна. Побоюючись що його донька стане розмінною монетою під час чергового заколоту в столиці, Су Гьон відправив свою маленьку донечку у віддалене село під нагляд вірних йому людей, та як найсуворіше заборонивши навіть наближатися їй до столиці. Коли Че Кьон подорослішала їй стало надто самотньо залишатися без батьків, і вона ослухавшись наказу батька вирушила до столиці. Під час своєї подорожі вона зустрічає двох чоловіків, якими виявилися король Йонсан-гун та його зведений брат Лі Йок. З цієї зустрічі починається найдраматичніший період не тільки її життя, а і цілої країни.

## Акторський склад

### Головні ролі
- Пак Мін Йон — у ролі Сін Че Кьон, майбутня Королева Дангьон[en][1]. В молодості знайшла своє справжнє кохання в лиці молодшого брата короля Йонсан-гуна. Коли загинув її батько, вирішила допомогти Лі Йоку скинути тирана з трону. Здавалося що після того як Йок став королем, на неї чекає щасливе майбутнє коло коханого, але королевою їй судилося бути лише сім днів.
- Йон У Чжін — у ролі Лі Йока, майбутній Король Чунджон. Молодший брат Юна, з дитинства звик жити в постійному напруженні через маніакальну підозрілість свого старшого брата. Бачачи тиранію останнього, все ж вірить, що той коли-небудь зупиниться. Але коли гине його близький друг, вирішує скинути брата з трону, але розплата за це буде надзвичайно болючою.
- Лі Дон Гон — у ролі короля Йонсан-гуна[2]. Коли він був ще дитиною, внаслідок змови його матір спочатку звергли з престолу, а потім змусили короля її стратити. Відчувши всю несправедливість та підлість придворних міністрів ще в дитинстві, Лі Юн виріс надзвичайно підозрілим до оточуючих. Коли він став королем, ситуація ще більше погіршилася, всі оточуючи йому ввижалися заколотниками які так і мріють скинути його з трону. Тому невдовзі він став справжнім деспотом, непередбачуваних дій якого побоювалися навіть його найближчі прихильники.

### Другорядні ролі

#### Головні герої в юному віці
- Пак Сі Ин[en] — у ролі юної Сін Че Кьон[3].
- Пек Син Хван[en] — у ролі юного Лі Йока.
- Ан До Гю[en] — у ролі Лі Юна, майбутнього короля Йонсан Гуна.

#### Королівська родина
- До Чі Вон[en] — у ролі Королеви Чонхьон[en]. Мати Лі Йока.
- Сон Чі Ин — у ролі відставленої Королеви Сін[en]
- Сон Ин Со[en] — у ролі Чан Нок Су[en]. Улюблена наложниця Йонсан-гуна.

#### Міністри
- Чан Хьон Сон[en] — у ролі Сін Су Гьона. Батько Че Кьон.
- Кан Сін Іль[en] — у ролі Ім Са Хона[en]
- Пак Вон Сан[en] — у ролі Пак Вон Чона[en]

#### Інші
- Кан Кі Йон[en] — у ролі Чо Кван О. Друг Лі Йока.
- Хван Чхан Сон[en] — у ролі Со Но. Особистий охоронець Лі Йока.
- Йом Хє Ран[en] — у ролі няньки Че Кьон.

## Рейтинги
- Найнижчі рейтинги позначені синім кольором, а найвищі — червоним кольором.

| Серія            | Прем'єра         | Рейтинг        | Рейтинг      | Рейтинг        | Рейтинг     |
| Серія            | Прем'єра         | TNmS Ratings   | TNmS Ratings | AGB Nielsen    | AGB Nielsen |
| Серія            | Прем'єра         | По всій країні | Сеул         | По всій країні | Сеул        |
| ---------------- | ---------------- | -------------- | ------------ | -------------- | ----------- |
| 1                | 31 травня 2017   | 5,4 %          | 5,6 %        | 6,9 %          | 6,7 %       |
| 2                | 1 червня 2017    | 5,1 %          | 5,2 %        | 5,7 %          | 5,6 %       |
| 3                | 7 червня 2017    | 5,3 %          | 5,5 %        | 6,5 %          | 6,3 %       |
| 4                | 8 червня 2017    | 5,3 %          | 5,6 %        | 6,5 %          | 6,8 %       |
| 5                | 14 червня 2017   | 6,6 %          | 7 %          | 6,9 %          | 6,5 %       |
| 6                | 15 червня 2017   | 5,4 %          | 5,5 %        | 6,1 %          | 6,2 %       |
| 7                | 21 червня 2017   | 5,5 %          | 5,6 %        | 5,2 %          | 5,3 %       |
| 8                | 22 червня 2017   | 5,4 %          | 5,7 %        | 5,4 %          | 5,8 %       |
| 9                | 28 червня 2017   | 5,3 %          | 5,5 %        | 4,7 %          | 5,1 %       |
| 10               | 29 червня 2017   | 4,3 %          | 4,9 %        | 4,4 %          | 5 %         |
| 11               | 5 липня 2017     | 4,5 %          | 5,3 %        | 4,4 %          | 5,4 %       |
| 12               | 6 липня 2017     | 4,6 %          | 4,8 %        | 4,6 %          | 4,9 %       |
| 13               | 12 липня 2017    | 4,3 %          | 4,4 %        | 4,3 %          | 4,5 %       |
| 14               | 13 липня 2017    | 4,5 %          | 5,2 %        | 4,7 %          | 5,4 %       |
| 15               | 19 липня 2017    | 6,7 %          | 7 %          | 6,7 %          | 6,4 %       |
| 16               | 20 липня 2017    | 6,3 %          | 6,5 %        | 6,3 %          | 6,1 %       |
| 17               | 26 липня 2017    | 5,9 %          | 6,1 %        | 6,5 %          | 6,2 %       |
| 18               | 27 липня 2017    | 7,6 %          | 7,3 %        | 7,7 %          | 7,2 %       |
| 19               | 2 серпня 2017    | 6,6 %          | 6 %          | 7,1 %          | 6,2 %       |
| 20               | 3 серпня 2017    | 7,6 %          | 6,8 %        | 7,6 %          | 7 %         |
| Середній рейтинг | Середній рейтинг | 5,6 %          | 5,8 %        | 5,9 %          | 5,9 %       |

## Нагороди
| Рік  | Нагорода                     | Категорія                                               | Отримувач   | Результат | Примітки |
| ---- | ---------------------------- | ------------------------------------------------------- | ----------- | --------- | -------- |
| 2017 | 2-га Премія азійський артист | Найкраща зірка                                          | Пак Мін Йон | Перемога  | [ 5 ]    |
| 2017 | 31-ша Премія KBS драма       | Нагорода за майстерність (актор середньотривалої драми) | Лі Дон Гон  | Перемога  | [ 6 ]    |